# Договор от Сен Жермен (1570)
Договорът от Сен Жермен (на френски: Le traité de paix de Saint-Germain-en-Laye) е подписан на 8 август 1570 г. и слага край на третата от Френските религиозни войни.

## Предистория
Въпреки че в началото военните действия не са успешни за хугенотите (френските протестанти) – те търпят тежки поражения при Жарнак и Монконтур – мирът е благоприятен за тях. Това се дължи най-вече на Гаспар дьо Колини, военен лидер не хугенотите, който след всяко поражение съумява да възвърне позициите си. През пролетта на 1570 г. той събира нова армия в южната част на страната и по течението на Рона напредва към областта на Париж. На 25 юни нанася поражение на кралските сили при Арне-льо-Дюк, което убеждава младия крал Шарл ІХ, че трябва да преговаря.